# Country-Musik 2020
Die Liste bietet eine Übersicht über das Jahr 2020 im Genre Country-Musik.

## Top Hits des Jahres

### Year-End-Charts
Dies ist die Top 10 der Year-End-Charts, die vom Billboard-Magazin erhoben wurde.
1. I Hope – Gabby Barrett
2. The Bones – Maren Morris
3. 10.000 Hours – Dan + Shay & Justin Bieber
4. Chasin’ You – Morgan Wallen
5. Nobody But You – Blake Shelton & Gwen Stefani
6. One Man Band – Old Dominion
7. Got What I Got – Jason Aldean
8. Die From A Broken Heart – Maddie & Tae
9. I Hope You’re Happy Now – Carly Pearce & Lee Brice
10. One Of Them Girls – Lee Brice

### Nummer-1-Hits
Die folgende Liste umfasst die Nummer-eins-Hits der Billboard Hot Country Songs des US-amerikanischen Musikmagazines Billboard chronologisch nach Wochenplatzierung.
- 3. Januar – 10.000 Hours – Dan + Shay & Justin Bieber
- 13. März – The Bones – Maren Morris
- 24. Juli – I Hope – Gabby Barrett
- 28. August – 7 Summers – Morgan Wallen
- 06. November – Forever After – Luke Combs

## Alben

### Year-End-Charts
Dies ist die Top 10 der Year-End-Charts, die vom Billboard-Magazin erhoben wurde.
1. What You See Is What You Get – Luke Combs
2. This One’s For You – Luke Combs
3. If I Knew Me – Morgan Wallen
4. Fully Loaded: God’s Country – Blake Shelton
5. Traveller – Chris Stapleton
6. 9 – Jason Aldean
7. Girl – Maren Morris
8. Dan + Shay – Dan + Shay
9. Experiment – Kane Brown
10. Southside – Sam Hunt

### Nummer-1-Alben
Die folgende Liste umfasst die Nummer-eins-Hits der Billboard Top Country Albums des US-amerikanischen Musikmagazines Billboard chronologisch nach Wochenplatzierung.
- 3. Januar – Fully Loaded: God's Country – Blake Shelton (seit 28. Dezember des Vorjahres)
- 4. Januar – Original Sound Track and Music from Rudolph the Red-Nosed Reindeer – Burt Ives
- 11. Januar – What You See Is What You Ge – Luke Combs
- 1. Februar – Nightfall – Little Big Town
- 4. April – The Best Of Kenny Rogers: Through The Years – Kenny Rogers
- 18. April – Southside – Sam Hunt
- 16. Mai – Here and Now – Kenny Chesney
- 30. Mai – Reunions – Jason Isbell
- 13. Juni – Life On The Flip Side – Jimmy Buffett
- 1. August – Gaslighter – The Chicks
- 15. August – If I Know Me – Morgan Wallen
- 5. August – Here On Earth – Tim McGraw
- 3. Oktober – The Speed of Now, Part 1 – Keith Urban
- 10. Oktober – My Gift – Carrie Underwood
- 17. Oktober – A Holly Dolly Christmas – Dolly Parton
- 28. November – Starting Over – Chris Stapleton

## Gestorben
- 26. Januar – Bob Shane
- 20. März – Kenny Rogers
- 29. März – Joe Diffie
- 9. Mai – Little Richard
- 8. Juni – James Hand
- 6. Juli – Charlie Daniels
- 23. September – W.S. Holland
- 29. September – Mac Davis
- 23. Oktober – Jerry Jeff Walker
- 28. Oktober – Billy Joe Shaver
- 29. November – Wayne Cogswell
- 12. Dezember – Charley Pride
- 25. Dezember – Tony Rice
- 13. November – Doug Supernaw

## Neue Mitglieder der Hall of Fames

### Country Music Hall of Fame
- Hank Williams, Jr. (* 1949)
- Marty Stuart (* 1958)
- Dean Dillon (* 1955)[4]

### International Bluegrass Music Hall of Fame
- New Grass Revival
- The Johnson Mountain Boys
- J.T. Gray (* 1946; † 2021)[5][6]

### Nashville Songwriters Hall of Fame
- Kent Blazy
- Steve Earle
- Bobbie Gentry
- Brett James
- Spooner Oldham[7]

## Die wichtigsten Auszeichnungen

### Grammys
- Beste Country-Solodarbietung (Best Country Solo Performance) – Ride Me Back Home, Willie Nelson
- Beste Countrydarbietung eines Duos oder einer Gruppe (Best Country Duo/Group Performance) – Speechless, Dan + Shay
- Bester Countrysong (Best Country Song) – Bring My Flowers Now, Tanya Tucker (Autoren: Brandi Carlile, Phil Hanseroth, Tim Hanseroth, Tanya Tucker)
- Bestes Countryalbum (Best Country Album) – While I’m Livin’ von Tanya Tucker
- Bestes Bluegrass Album (Best Bluegrass Album) – Tall Fiddler – Michael Cleveland

### ARIA Awards
- Best Country Album – Fallow – Fanny Lumsden

### Billboard Music Awards
- Top Country Song – 10,000 Hours, Dan + Shay and Justin Bieber
- Top Country Artist – Luke Combs
- Top Country Album –  What You See Is What You Get – Luke Combs
- Top Country Duo/Group Artist – Dan + Shay
- Top Country Female Artist – Maren Morris
- Top Country Male Artist – Luke Combs

### Country Music Association Awards
- Entertainer of the Year – Eric Church
- Song of the Year – The Bones – Maren Morris
- Single of the Year – The Bones – Maren Morris
- Album of the Year – What You See Is What You Get – Luke Combs
- Male Vocalist of the Year – Luke Combs
- Female Vocalist of the Year – Maren Morris
- Vocal Duo of the Year – Dan + Shay
- Vocal Group of the Year – Old Dominion
- Musician of the Year – Jenee Fleenor
- New Artist of the Year – Morgan Wallen
- Musical Event of the Year – I Hope You’re Happy Now – Carly Pearce and Lee Brice
- Music Video of the Year – Bluebird – Miranda Lambert[8]

### Academy of Country Music Awards
- Entertainer of the Year – Carrie Underwood und Thomas Rhett
- Female Artist of the Year – Maren Morris
- Male Artist of the Year – Luke Combs
- Duo of the Year – Dan + Shay
- New Female Artist of the Year – Tenille Townes
- New Male Artist of the Year – Riley Green
- Album of the Year – What You See Is What You Get von Luke Combs
- Single of the Year – God’s Country von Blake Shelton
- Song of the Year – One Man Band von Old Dominion – Autoren: Josh Osborne, Matthew Ramsey, Trevor Rosen, Brad Tursi
- Video of the Year – Remember You Young von Thomas Rhett
- Music Event of the Year – Fooled Around and Fell in Love von Miranda Lambert featuring Maren Morris, Ashley McBryde, Tenille Townes, Caylee Hammack und Elle King
- Songwriter of the Year – Hillary Lindsey[9]

### American Music Awards
- Favorite Country Male Artist – Kane Brown
- Favorite Country Female Artist – Maren Morris
- Favorite Country Band/Duo/Group – Dan + Shay
- Favorite Country Album – Fully Loaded: God’s Country – Blake Shelton
- Favorite Country Song – 10,000 Hours – Dan + Shay & Justin Bieber[10]